# Miedziak sosnowiec

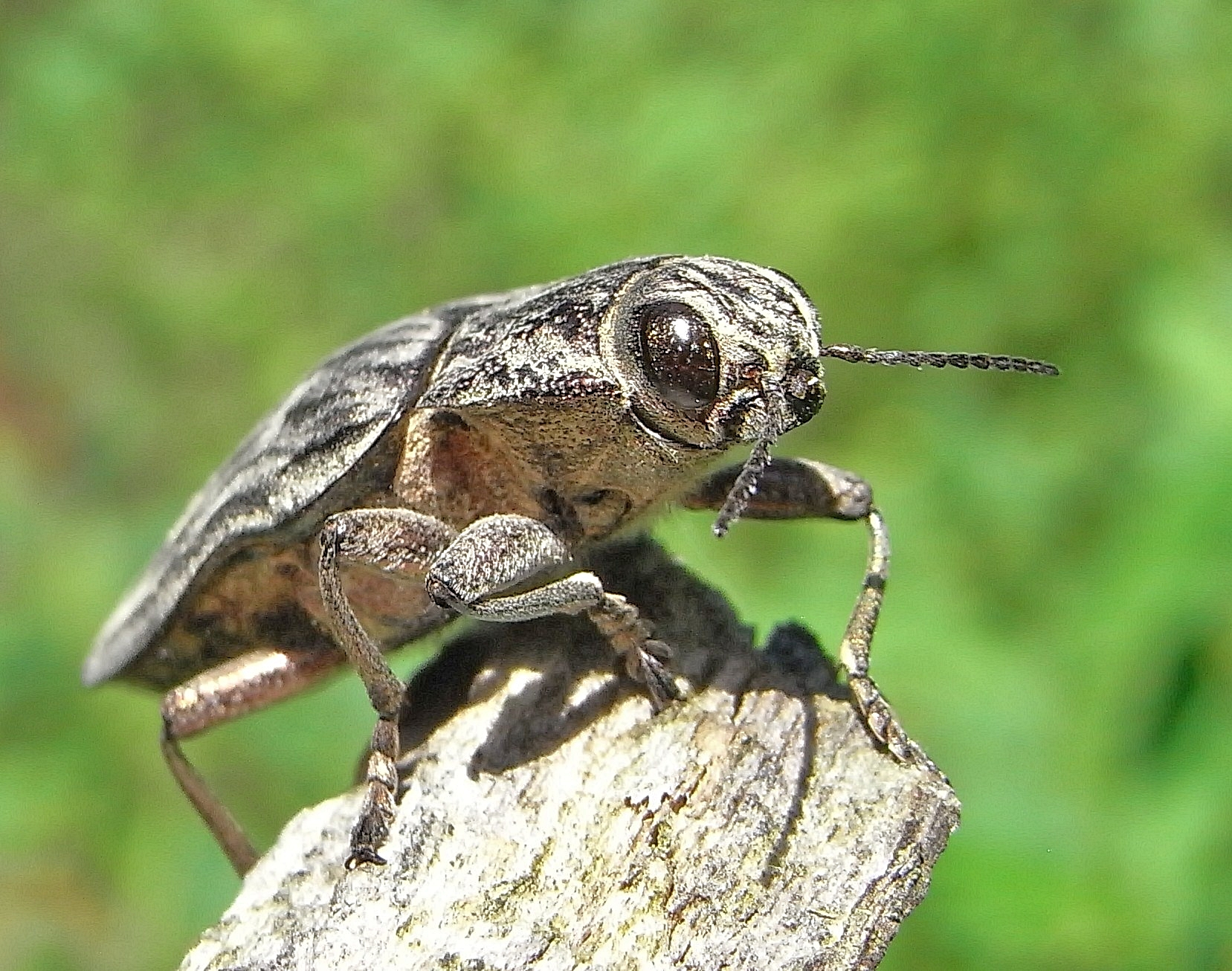
Widok z przodu

Miedziak sosnowiec (Chalcophora mariana) – gatunek chrząszcza z rodziny bogatkowatych i podrodziny Chrysochroinae.

## Opis
Czarny z wyraźnym miedzianym połyskiem. Na głowie, przedpleczu i pokrywach ciągną się szerokie, częściowo łączące się bruzdy, pokryte szarymi łuseczkami. W Polsce największy przedstawiciel bogatkowatych.

## Biologia i ekologia
Gatunek ciepłolubny, zamieszkujący zręby i prześwietlone drzewostany, głównie ciepłe bory sosnowe, rosnące na piaszczystych glebach.
Larwy podobnie jak larwy wszystkich bogatkowatych, mają bardzo silnie wydłużone ciało, z przodu mocno rozdęte i spłaszczone, z tyłu dużo cieńsze i zaostrzone. Swój rozwój przechodzą w martwym drewnie sosen, pod korą, zwłaszcza pniaków. Drążą one szerokie, płaskie chodniki w twardym drewnie, niejednokrotnie wgryzając się głęboko w grubsze korzenie poniżej poziomu ziemi. Rozwój larw trwa kilka lat. Przepoczwarczenie następuje w leżącej tuż pod ziemią komorze poczwarkowej. Tradycyjnie uważane są za drewnojady, jednak do ich rozwoju i osiągnięcia dojrzałości konieczna jest suplementacja diety związkami dostarczanymi przez grzyby.
Owady dorosłe pojawiają się w maju i przeżywają do lipca. W czasie ciepłych i słonecznych dni są bardzo ruchliwe i płochliwe, przebywają na leżących pniach sosen, ale w razie najmniejszego zagrożenia natychmiast odlatują. Natomiast przy chłodnej i pochmurnej pogodzie łatwo jest chwytać je ręką.

## Rozprzestrzenienie
Na terenie Europy wykazany został z Albanii, Austrii, Balearów, Białorusi, Bośni i Hercegowiny, Bułgarii, Chorwacji, Czech, Danii, Estonii, Francji, Grecji, Hiszpanii, byłej Jugosławii, Litwy, Łotwy, Macedonii Północnej, Mołdawii, Niemiec, Norwegii, Polski, Portugalii, Rosji, w tym obwodu królewieckiego, Rosji, Sardynii, Słowacji, Słowenii, Sycylii, Szwecji, Szwajcarii, Ukrainy, Węgier i Włoch. Ponadto występuje w Syberii Zachodniej i Afryce Północnej w Maroku i Algierii.
W Polsce rzadki, sporadycznie występujący na całym obszarze nizin.

## Podgatunki
Wyróżnia się dwa podgatunki tego chrząszcza:
- Chalcophora mariana mariana (Linnaeus, 1758) – większość Europy i zachód Syberii
- Chalcophora mariana massiliensis (Villers, 1789) – Europa południowa i Afryka Północna